# Anolis strahmi
Espèce
Synonymes
- Audantia strahmi (Schwartz, 1979)
- Audantia strahmi strahmi (Schwartz, 1979)
- Audantia strahmi abditus (Schwartz, 1979)

Statut de conservation UICN

 EN B1ab(iii) : En danger
Anolis strahmi est une espèce de sauriens de la famille des Dactyloidae. 

## Répartition
Cette espèce est endémique de République dominicaine.

## Liste des sous-espèces
Selon The Reptile Database (30 août 2012) :
- Anolis strahmi abditus Schwartz, 1979
- Anolis strahmi strahmi Schwartz, 1979

## Publication originale
- Schwartz, 1979 : A new species of cybotoid anole (Sauria, Iguanidae) from Hispaniola. Breviora, no 451, p. 1-27 (texte intégral)